# (779) Nina
(779) Nina – planetoida z pasa głównego asteroid okrążająca Słońce w ciągu 4 lat i 130 dni w średniej odległości 2,67 au. Została odkryta 25 stycznia 1914 roku w Obserwatorium Simejiz na górze Koszka na Półwyspie Krymskim przez Grigorija Nieujmina. Nazwa pochodzi od Niny Nikołajewny Nieujminy, siostry odkrywcy. Przed nadaniem nazwy planetoida nosiła oznaczenie tymczasowe (779) 1914 UB.